# Los Santos
Los Santos je jedna z 10 panamských provincií. Nachází se ve středu státu na pobřeží Panamského zálivu. Zabírá 5,1 % rozlohy celé Panamy a žije zde 2,63 % panamské populace. Při sčítání obyvatelstva v roce 2010 se 656 obyvatel provincie přihlásilo k indiánskému původu a 1 276 lidí k africkému původu. Celá provincie se rozkládá na největším panamském poloostrově Azuero.
Provincie je dále dělena na 7 distriktů:
- Guararé (Guararé)
- Las Tablas (Santa Librada de Las Tablas)
- Los Santos (La Villa de los Santos)
- Macaracas (Macaracas)
- Pedasí (Pedasí)
- Pocrín (Pocrín)
- Tonosí (Tonosí)